# Quartiere musulmano

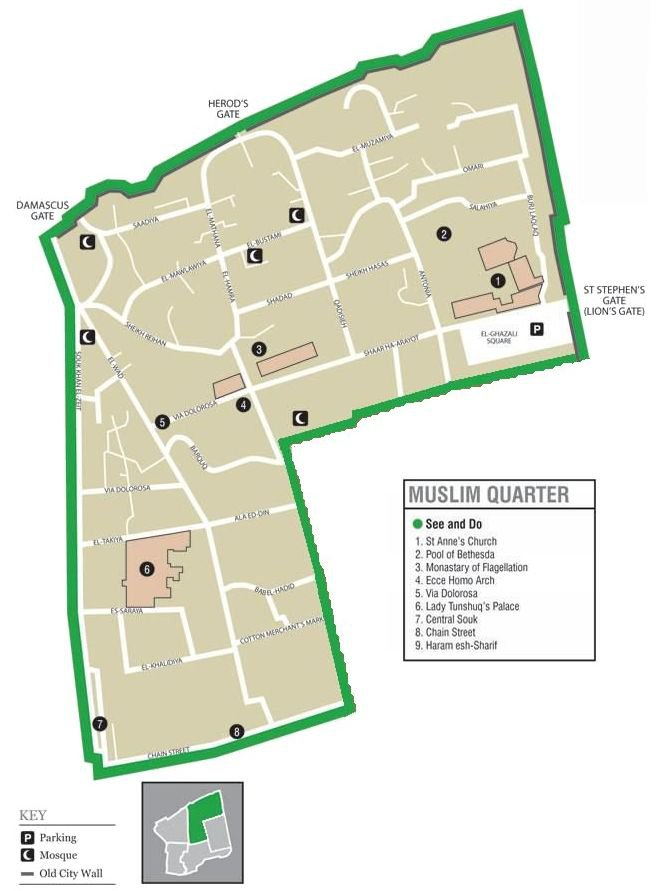
Mappa del quartiere musulmano

Il quartiere musulmano (in arabo حَـارَة الـمُـسْـلِـمِـيْـن‎?, Ḥāraṫ al-Muslimīn; in ebraico הרובע המוסלמי‎?, Ha-Rovah ha-Muslemi) costituisce uno dei quattro quartieri della Città Vecchia di Gerusalemme. Il quartiere rappresenta il più vasto e il più popoloso della Città Vecchia e si estende dalla Porta dei Leoni a est, lungo il confine settentrionale del Monte del Tempio a sud, ed è limitato a ovest dalla via tra la Porta di Damasco e il Muro Occidentale. La Via Dolorosa comincia in questo quartiere. La popolazione conta 22000 abitanti, in larga maggioranza palestinesi di religione musulmana, oltre ad alcune famiglie di palestinesi cristiani e alcune centinaia di ebrei israeliani.